# Manuel Francisco Quintanar Díez
Manuel Francisco Quintanar Díez (València, 10 de març de 1959) és un polític valencià del Partit Popular (PP).

## Biografia
Nascut el 10 de març de 1969 a València, es va llicenciar en dret a la Universitat de Navarra i es va doctorar en la mateixa especialitat per la Universitat de Bolonya.
Expert en criminologia i professor titular de dret penal a la Universitat Rey Juan Carlos, la Universitat d'Extremadura i la Universitat Complutense de Madrid, el 2013 es va convertir en subdelegat del Govern espanyol a la Comunitat de Madrid. Va arribar a exercir com a delegat en funcions durant la convalescència de Cristina Cifuentes a causa del seu accident de moto. Entre 2013 i 2014 va presidir la Agència Espanyola de Protecció de la Salut en l'Esport (antiga Agència Antidopatge).
Va ser inclòs en el lloc número 28 de la llista del Partit Popular (PP) per a les eleccions a l'Assemblea de Madrid de 2015, i va resultar elegit diputat regional de la desena legislatura. Nomenat poc més tard per Cristina Cifuentes secretari del Consell de Govern de la Comunitat de Madrid, va ser baixa en el parlament autonòmic el 30 de juny de 2015, i va ser reemplaçat com a diputat per María Nadia Álvarez Padilla.